# Inchadus
Inchadus, est un prélat français, évêque de Paris de 811 à 831.

## Biographie
Vers 829, il décida de créer un domaine pour la convalescence des patients de l'Hôtel-Dieu de Paris, et choisit un endroit près d'une source, accessible par la route allant de Paris à la Normandie. Le nom de ce hameau, d'abord Inchadivilla, évolua en Chadivilla, Cativilla et enfin Chaville.
En 829, il fait un règlement qui institue officiellement, lors d’un synode rassemblant de nombreux évêques, la mise en place d’un temporel dédié spécifiquement au chapitre de Notre-Dame.
La vie et les miracles de sainte Geneviève, ouvrage écrit en 1632 par Corbin, témoigne que du vivant d'Inchandus, sous le règne de Louis le Pieux, une inondation ravagea Paris. Accompagné du clergé et du peuple, l'évêque vint en procession au couvent des Filles de Sainte-Geneviève, sur la place de Grève, qui était l'ancienne maison de la sainte. Le même jour, le fleuve reprit son cours normal.
Le texte de son obit (831) se trouve dans un sacramentaire, manuscrit Ottoboni latin 313 (troisième quart du IXe siècle) auprès de la Bibliothèque apostolique vaticane.
En 851, une charte du roi Charles le Chauve confirme l'affectation à l'entretien des chanoines de la cathédrale de Paris, faite par Inchadus, des villae d'Andresy, Hileriacus, Orly, Chevilly, Chatenay, Bagneux, Itteville et l'Haÿ.